# Gyps

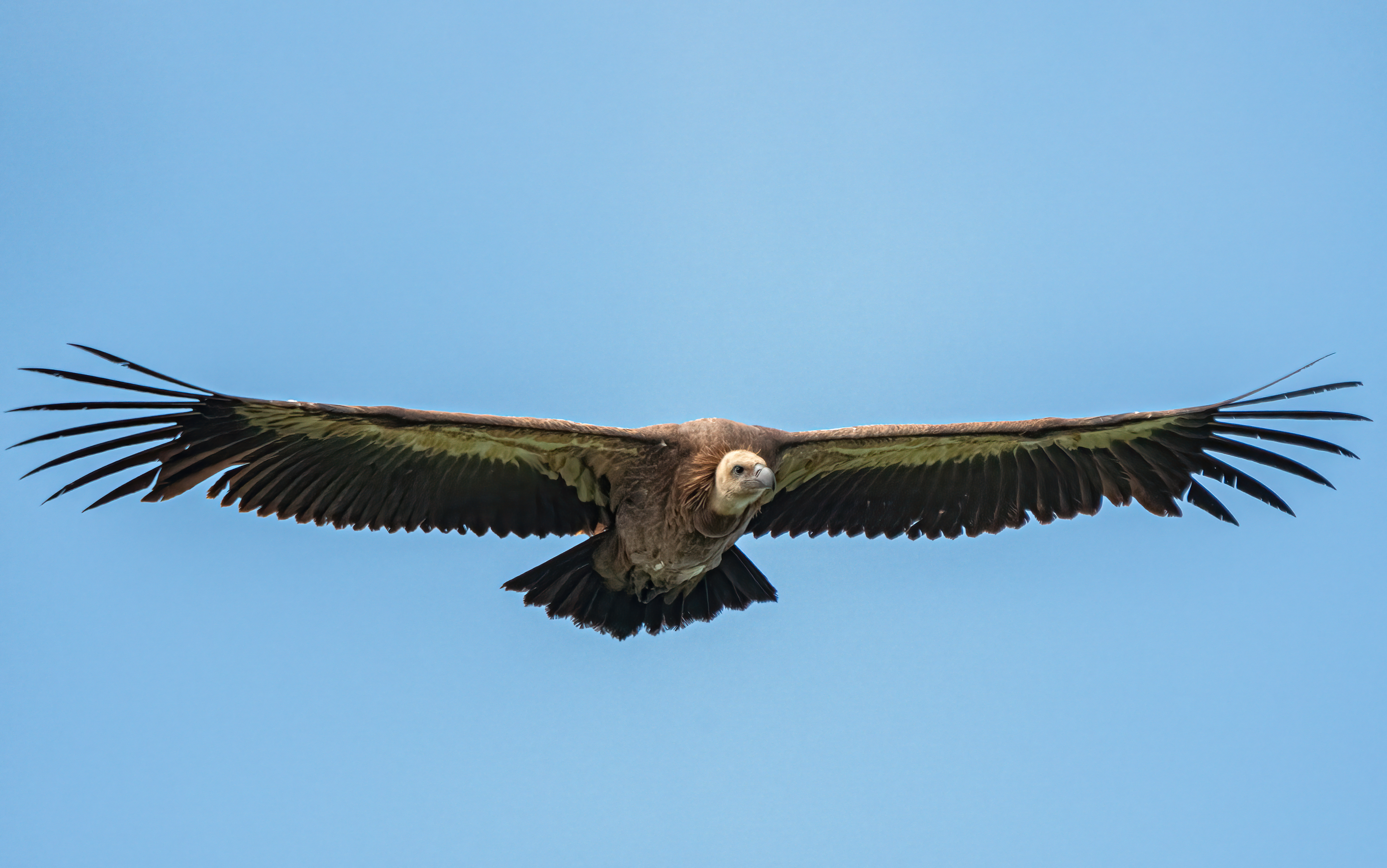
Grifone (Gyps fulvus)

Gyps Savigny, 1809 è un genere di uccelli della famiglia degli Accipitridi.

## Tassonomia
Il genere comprende otto specie:
- Gyps africanus Salvadori, 1865 - grifone africano;
- Gyps bengalensis (J. F. Gmelin, 1788) - grifone del Bengala;
- Gyps indicus (Scopoli, 1786) - grifone indiano;
- Gyps tenuirostris G. R. Gray, 1844 - grifone beccosottile;
- Gyps rueppelli (A. E. Brehm, 1852) - grifone di Rüppell;
- Gyps himalayensis Hume, 1869 - grifone dell'Himalaya;
- Gyps fulvus (Hablizl, 1783) - grifone eurasiatico;
- Gyps coprotheres (J. R. Forster, 1798) - grifone del Capo.

Un'altra specie preistorica è nota solamente a partire da resti fossili rinvenuti in siti risalenti al Pleistocene medio e superiore del Mediterraneo centrale e orientale: Gyps melitensis. Recentemente, un'altra specie fossile, Gyps bochenskii, risalente al Pliocene superiore, è stata rinvenuta in Bulgaria.

## Descrizione
Gli avvoltoi del genere Gyps sono rapaci di grandi dimensioni: la specie più grande, il grifone dell'Himalaya, ha un'apertura alare di circa 285 cm, mentre le due più piccole, il grifone del Bengala e il grifone africano, hanno un'apertura alare di circa 235 cm. Sono caratterizzati da un becco sottile piuttosto debole, e da un collo lungo e robusto, simile a quello delle oche. La coda è arrotondata, e a differenza della maggior parte degli altri generi, provvista di 14 timoniere. Solo nella parte posteriore del collo vi è un folto collare di sottili penne, che negli esemplari giovani hanno una forma lanceolata. Dall'aspetto generale tipico dei Gyps si differenziano tuttavia due specie, i già ricordati grifone del Bengala e grifone africano, che sono circa di due quinti più piccoli degli altri congeneri, sono provvisti normalmente di 12 timoniere, e hanno il ramo superiore del becco attraversato da un profondo solco. Proprio a causa di queste differenze, fino a poco tempo fa venivano classificati in un genere a parte, Pseudogyps.

## Distribuzione e habitat
Gli appartenenti a questo genere vivono nelle zone aperte calde e temperate di Europa, Asia e Africa. G. bengalensis, G. indicus e G. tenuirostris vivono esclusivamente in India e Sud-est asiatico; G. himalayensis vive sull'Himalaya e su altre catene montuose dell'Asia centrale; G. fulvus è presente in Francia meridionale, Spagna, Grecia, Turchia, parte settentrionale del subcontinente indiano e, con pochissimi esemplari, nell'Africa del Nord e nella penisola arabica. Le altre tre specie vivono esclusivamente nell'Africa sub-sahariana, ma solamente G. africanus è presente su tutto il territorio: G. coprotheres, infatti, è limitato all'Africa meridionale e G. rueppelli all'Africa centrale e nord-orientale.

## Biologia
I loro ambienti preferiti sono i territori aperti, con ampia visibilità, che essi perlustrano volando in lenti cerchi ad alta quota, spesso in compagnia di esemplari della stessa specie o di specie simili. Osservando attentamente il terreno con l'acutissima vista, sorvolano branchi di bovini selvatici e domestici, o di altra grossa selvaggina, cercando soprattutto di individuare la presenza di iene, sciacalli o corvi, dai quali spesso si lasciano guidare verso una sorgente di cibo. Non appena ha scoperto una carogna, l'avvoltoio cala su di essa con una caratteristica picchiata, seguito prontamente dai compagni, per cui in breve attorno all'animale morto si raccolgono spesso cinquanta e più esemplari. Se la preda dà ancora segni di vita, evitano di aggredirla, ma si tengono a breve distanza, attendendo finché non sono certi della sua morte.